# Будимир Христодуло
Будимир Христодуло (Aлексинац, 1892 — Београд, 1965) био је познати српски архитекта и главни неимар приликом подизања гробља и маузолеја на Зејтинлику.
Рођен је у Алексинцу 1892. године где је завршио основну школу и гимназију. По завршеној гимназији одлази у Берлин на техничке студије. Кад је почео Први светски рат враћа се у Србију и одмах по доласку бива регрутован. Припадао је јединици 1300 каплара и са њом је учествовао у свим познатим борбама. После завршетка рата ишао је на пост-дипломске студије у Торино. Одмах по завршетку студија добија службу у Министарству грађевина.
Од 1933. до 1936. неуморно је радио као главни неимар на изградњи Српског војничког гробља у Солуну. Његовом иницијативом и личним заузимањем допремљене су, директно из Хиландара, саднице чемпреса на Зејтинлик и ту плански засађене. За изванредне заслуге на подизању Српског војничког гробља на тлу Грчке, као потврду пријатељства између две савезничке земље, грчка влада га је одликовала.
Од 1936. до 1938. био је и неимар маузолеја-костурнице на острву Видо.